# Sękowa
Sękowa (tiếng Ba Lan: [sɛŋˈkɔva]) là một ngôi làng lịch sử ở miền nam Ba Lan lần đầu tiên được thành lập bởi một sắc lệnh ban hành vào ngày 22 tháng 2 năm 1363, bởi vua Kazimierz Wielki.
Ngôi làng là nơi Thánh Philip và St James' nhà thờ, được xây dựng vào đầu thế kỷ 16, một trong sáu nhà thờ gỗ của miền Nam Ba Lan, ghi trên UNESCO danh sách Di sản thế giới từ năm 2003.
Sękowa là trụ sở của vùng nông thôn Gmina Sękowa, khu hành chính ở hạt Gorlice, Voivodeship / Małopolska Voivodeship hoặc tỉnh Małopolska ở biên giới Slovak của Ba Lan. Nó nằm khoảng 7 kilômét (4 mi) về phía đông nam của Gorlice và 105 km (65 mi) về phía đông nam của thủ đô Kraków. 
|  |  |  |